# D'amore e ombra (film)
D'amore e ombra (Of Love and Shadows) è un film del 1994 diretto da Betty Kaplan.

## Trama
Irene è una redattrice di riviste che vive sotto l'ombra della dittatura di Pinochet in Cile. Francisco è un bel fotografo e va da Irene per un lavoro. Come simpatizzante del movimento di resistenza clandestino Francisco apre gli occhi e il cuore alle atrocità commesse dallo stato.